# Žman
Žman ist eine Ortschaft auf der Insel Dugi Otok in Kroatien.

## Lage und Einwohner
Žman liegt zwischen Luka und Zaglav ungefähr in der Mitte von Dugi Otok. Die Häuser ziehen sich bis in die Bucht Žmanšćica hinunter. Vorgelagert ist die kleine unbewohnte Insel Krknata. Mit ihren 225 Einwohner (2021) ist Žman die zweitgrößte Siedlung auf der Insel nach Sali. Die Einwohner leben von der Fischerei, dem Olivenanbau und dem Tourismus.
| Bevölkerungsentwicklung | Bevölkerungsentwicklung | Bevölkerungsentwicklung | Bevölkerungsentwicklung | Bevölkerungsentwicklung | Bevölkerungsentwicklung | Bevölkerungsentwicklung | Bevölkerungsentwicklung | Bevölkerungsentwicklung | Bevölkerungsentwicklung | Bevölkerungsentwicklung | Bevölkerungsentwicklung | Bevölkerungsentwicklung | Bevölkerungsentwicklung | Bevölkerungsentwicklung | Bevölkerungsentwicklung | Bevölkerungsentwicklung |
| ----------------------- | ----------------------- | ----------------------- | ----------------------- | ----------------------- | ----------------------- | ----------------------- | ----------------------- | ----------------------- | ----------------------- | ----------------------- | ----------------------- | ----------------------- | ----------------------- | ----------------------- | ----------------------- | ----------------------- |
| 1857                    | 1869                    | 1880                    | 1890                    | 1900                    | 1910                    | 1921                    | 1931                    | 1948                    | 1953                    | 1961                    | 1971                    | 1981                    | 1991                    | 2001                    | 2011                    | 2021                    |
| 210                     | 276                     | 308                     | 412                     | 493                     | 499                     | 653                     | 572                     | 633                     | 570                     | 486                     | 420                     | 275                     | 328                     | 203                     | 199                     | 225                     |

## Geschichte
Žman hatte 1260 die erste schriftliche Erwähnung als Mecano, was das mittlere Dorf bedeutet. Im 16. Jahrhundert wurde Mecano ins kroatische übernommen. Prähistorische und römische Gräber zeugen aber von einer früheren Besiedelung.
Die dem heiligen Johannes dem Täufer geweihte Pfarrkirche wurde 1626 von den Benediktinern mit dem Wiederaufbau und der Erweiterung der mittelalterlichen Kirche erbaut. Es hat zwei Gänge, eine Seltenheit unter den Kirchen kleiner Siedlungen. Die Kirche hat heute fünf Altäre. Der mit vier Marmorsäulen geschmückte Hauptaltar ist dem hl. Johannes dem Täufer gewidmet. Zwei Statuen zeigen Johannes und den hl. Josef in Tiroler Werken. Das Altarbild wurde von Antonio Zuccaro aus Triest gemalt. Die Seitenaltäre sind ebenfalls mit Marmorsäulen geschmückt, die der heilenden Jungfrau, dem heiligen Josef, dem Heiligen Kreuz und dem heiligen Rochus gewidmet sind.
1895 wurde im Dorf eine Schule gebaut. 1903 wurde eine Konsum- und Handwerksgenossenschaft gegründet, die bis zum Krieg von 1914 gut funktionierte.